# Bagrat V. Gruzijski
Bagrat V. Gruzijski (gruz. ბაგრატ V დიდი, transliterirano: Bagrat V Didi; umro 1393.), iz dinastije Bagration, bio je sin gruzijskog kralja Davida IX. i njegov su-vladar od 1355. godine, a nakon očeve smrti 1360. godine i samostalan vladar gruzijskog prijestolja.
Zbog njegove poštenosti i popularnosti za vrijeme vladavine, u kojoj se dokazao kao savršen vojnik, njegovi su ga multietnički podanici prozvali Bagrat Veliki. Kroničar Trapezuntskog Carstva, Michael Panaretos, koji je poznavao kralja osobno, naziva ga "istaknutim i pobjedničkim generalom".
Bio je saveznik Tohtamišu, kanu Zlatne Horde u njegovom ratu s Timur-Lenkom. U kasnu jesen 1386. godine, brojna Timurova vojska napala je Gruziju. Tbilisi je opkoljen i zauzet 22. studenog iste godine, nakon žestoke borbe. Grad je opljačkan, a Bagrat i njegova obitelj zatočeni. Iskoristivši ovu katastrofu, kraljev vazal, vojvoda Aleksandar I. od Imeretije, proglasio se neovisnim vladarom i okrunjen je za kralja Imeretije 1387. godine u samostanu Gelati. 
Kako bi bio oslobođen, Bagrat je pristao prijeći s gruzijskog pravoslavnog kršćanstva na islam Timur je oslobodio Bagrata i poslao ga s trupom od 20 000 Mongola natrag u Gruziju. Njegov sin Đuro je uspio, uz Bagratovu pomoć, uništiti mongolsku vojsku i osloboditi kralja. U proljeće 1387. godine, Timur je opet izvršio invaziju na Gruziju, ali ih nije uspio pokoriti. Vijest o pobuni u Perziji i invaziji na Azerbajdžan, natjerala je Timura da se povuče. 
Umro je 1393. godine, a na prijestolju ga je naslijedio sin Đuro VII. 

## Obitelj i djeca
Đuro VII. bio je Bagratov sin s njegovom prvom ženom, Helenom Megala Komnena, koja je umrla 1366. godine. Sljedeće godine, Bagrat se ženi s Anom Megala Komnena, kćerkom Aleksija III., carem Trapezuntskog Carstva. Ona mu je rodila četvero djece:
- Konstantina I.
- Davida
- Tamar
- Ulimpiju